# Pseudopoda nanyueensis
Pseudopoda nanyueensis is een spinnensoort in de taxonomische indeling van de jachtkrabspinnen (Sparassidae).
Het dier behoort tot het geslacht Pseudopoda. De wetenschappelijke naam van de soort werd voor het eerst geldig gepubliceerd in 2000 door Guo Tang & Chang-Min Yin.